# Psoloessa
Psoloessa is een geslacht van rechtvleugeligen uit de familie veldsprinkhanen (Acrididae). De wetenschappelijke naam van dit geslacht is voor het eerst geldig gepubliceerd in 1875 door Scudder.

## Soorten
Het geslacht Psoloessa omvat de volgende soorten:
- Psoloessa brachyptera Bruner, 1905
- Psoloessa delicatula Scudder, 1876
- Psoloessa microptera Otte, 1979
- Psoloessa salina Bruner, 1904
- Psoloessa texana Scudder, 1875